# 2S19 Msta-S
Le 2S19 Msta-S est un canon automoteur d'artillerie conçu dans les années 1980 par Uraltransmash et Barrikady dans le but de remplacer le 2S3 Akatsiya. Conçu sur une version modifiée du châssis du char T-72, il reprend le train de roulement du char T-80.

## Historique

### Développement
Les deux premiers prototypes ont été fabriqués à partir de 1976, ils portaient l'appellation d'Objet 327.
L'Objet 327 ne pesait que 41 t et était conçu sur un châssis rallongé de char T-72 avec une tourelle compacte rappelant en forme de palet. Deux canons d'artillerie de 152 mm étaient envisagés pour l'Objet 327, le 2A33 et le 2A37.
En 1980, la mise au point de l'Objet 327 est jugée trop longue et son système d'arme trop complexe en raison de son haut niveau d'automatisation, il est donc décidé de relancer le projet sous le nom de code Msta-S sur base du concept Objet 316.
La fabrication du prototype de l'Objet 316 est achevée en 1983, il reprenait le châssis du T-72 avec une tourelle conventionnelle armée d'un canon 2A64 de 152 mm.
En 1984, les essais sur le polygone de tir de Rzhevsky dévoilent de graves faiblesses au niveau du train de roulement, il est donc décidé d'utiliser les barres de torsion et les galets de roulement du char T-80.
En 1986, six engins de présérie sont fabriqués en vue de passer les essais d'état. Le 23 mars 1989, le Comité central approuve la production en grande série du 2S19 Msta-S et le ministère de la Défense l'adopte officiellement le 17 mai.

### Engagements

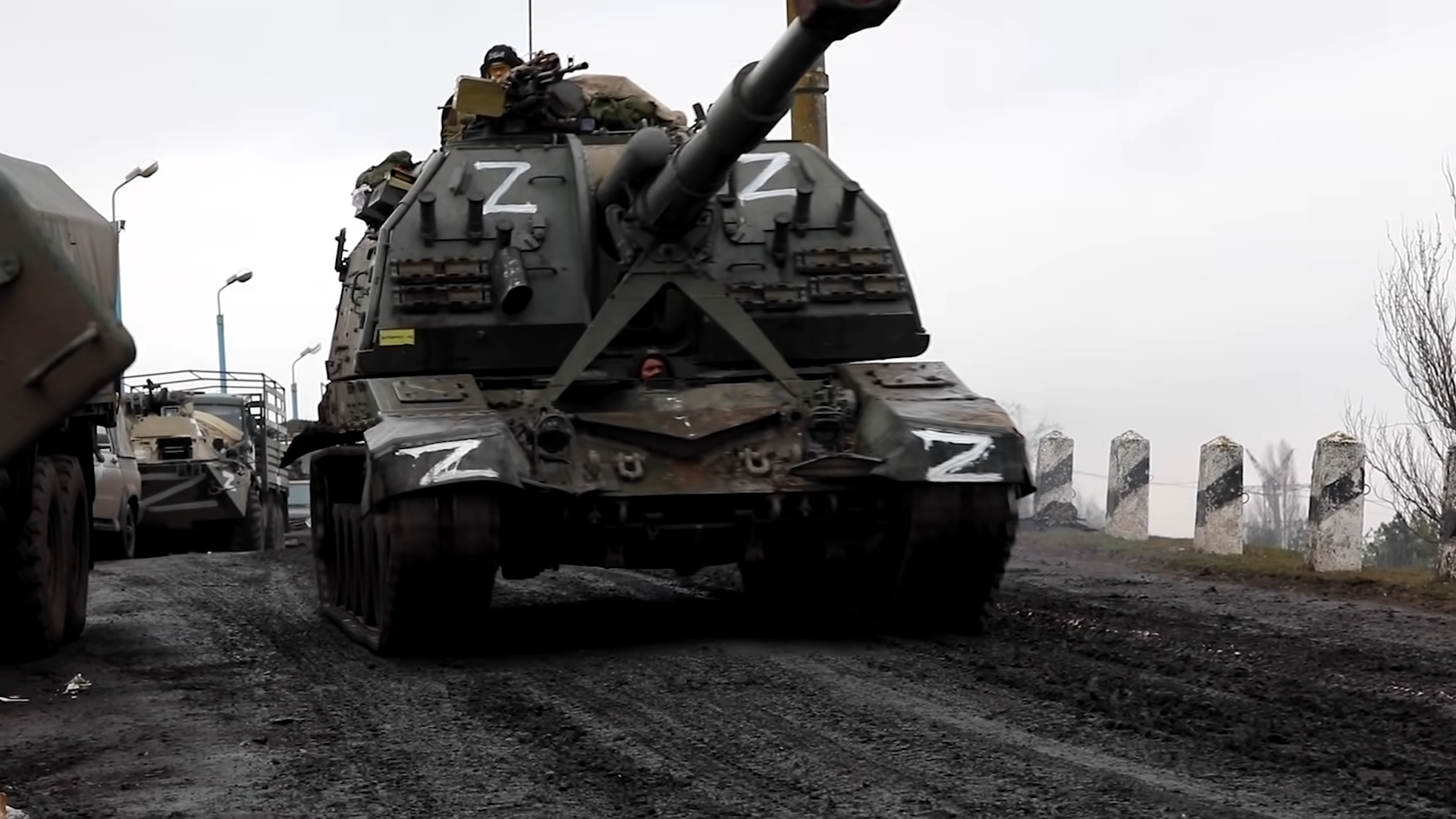
Un automoteur d'artillerie passant sur le barrage de Kakhovka étant Marqué du Z lors de l'Invasion de l'Ukraine par la Russie en 2022.

Les canons automoteurs d'artillerie Msta-S ont été employés par les Russes pour frapper les séparatistes lors de la seconde guerre de Tchétchénie.
Lors de la guerre du Donbass, ils ont servi à l’armée ukrainienne ainsi qu’aux rebelles pro-russes qui en ont capturé un exemplaire pendant le conflit.
Le 2S19 Msta-S est utilisé durant l'invasion de l'Ukraine par la Russie en 2022 où plusieurs exemplaires ont été détruits ou capturés par l'armée ukrainienne et l'armée russe.

## Caractéristiques

### Armement
Le 2S19 est armé d'un canon d'artillerie 2A64 d'un calibre de 152 mm et d'une longueur de 47 calibres (7,144 m) pour une masse totale de 4 460 kg. Mis à part son évacuateur de fumée, le canon 2A64 est identique au canon tracté d'artillerie 2A65 Msta-B du même calibre. Ils ont également tous deux été conçus par la société Titan-Barrikady. La chambre du canon 2A64 possède un volume de 16 ℓ et est fermée par une culasse à coin vertical. Le 2A64 possède un débattement en site de +68° à -4°  et un frein de bouche à trois étages d’aubes est monté à son extrémité.
La portée maximale du 2A64 est de 24,7 km avec des obus explosifs 3OF45 de 152 mm, de 25 km avec l'obus à guidage laser 30F39 Krasnopol et de 29 km avec des obus-roquettes 3OF61.

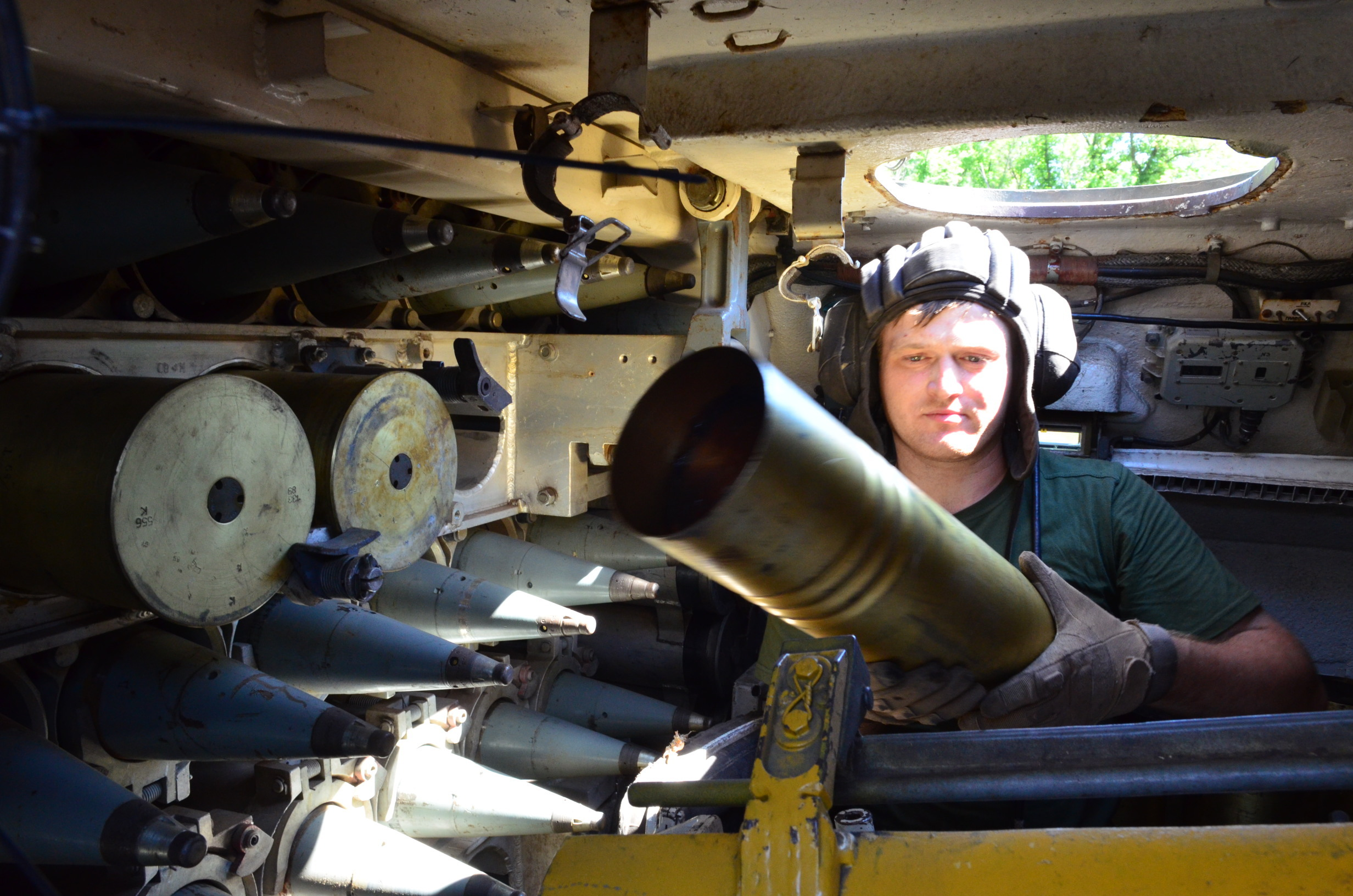
Disposition des obus de 152 mm dans le convoyeur à munitions et des douilles dans leur râtelier.

L'arrière de la tourelle est occupé par un système de chargement automatique comprenant un convoyeur à munitions fonctionnant à l'aide de deux chaînes pouvant chacune contenir vingt-et-un obus de 152 mm. Ces derniers sont mis à poste dans le canon à l'aide d'un refouloir. Une partie des charges propulsives (sous forme de douilles métalliques) sont logées dans des râteliers installés entre les deux chaînes d'alvéoles. Avant le tir, la douille est placée, par un membre d'équipage, dans une gouttière au-dessus de la culasse. Cette gouttière bascule ensuite pour charger la douille dans la chambre. Ce système permet une cadence de tir de 7 à 8 coups par minute.
La dotation maximale en munitions de 152 mm est de cinquante obus, le nombre est réduit en fonction du nombre d'obus guidés Krasnopol embarqués.
Une mitrailleuse lourde NSVT de 12,7 mm est montée sur le tourelleau du chef de pièce. Trois boîtes de 100 cartouches chacune sont logées dans la tourelle.

### Mobilité
Le 2S19 Msta-S possède un moteur Diesel V12 V-84A suralimenté par un compresseur entraîné par le vilebrequin.
Ce moteur à refroidissement liquide a une puissance de 780 ch à 2 000 tr/min.
Le 2S19 reprend les deux boîtes de vitesses latérales que l'on retrouve sur tous les chars russes depuis le T-64. Elles assurent l'entraînement des chenilles et la direction du char. Chacune des boîtes de vitesses comporte sept vitesses en marche avant et une en marche arrière, le passage des rapports s'effectue manuellement à l'aide d'un embrayage et d'un levier de vitesses. Deux leviers assurent la direction du char.
Le train de roulement est de type Vickers avec six paires de galets de roulement, avec cinq rouleaux porteurs par chenille pour supporter le brin supérieur. Les chenilles ont une largeur de 580 mm et possèdent chacune 86 patins en acier.

La suspension comprend douze barres de torsion, il s'agit du même modèle de barres de torsion utilisé que sur le T-80. Les première, deuxième et sixième paires de galets de roulement possèdent des amortisseurs hydrauliques.
Un groupe auxiliaire de puissance AP-18D est monté dans le coin arrière droit de la tourelle, cette turbine à gaz d'une puissance 16 kW délivre du courant continu aux différents systèmes de l'automoteur lorsque le moteur Diesel est à l'arrêt.

### Protection
La tourelle à une masse de 13,5 t et possède un chemin de roulement d'un diamètre de 2,444 m. Elle est faite en tôles d'acier à blindage d'une épaisseur de 15 mm offrant une protection contre les balles de 7,62 mm et les éclats de projectiles d'artillerie.

## Versions
- 2S19 : modèle original produit en grande série en 1989.
- 2S19M  : projet de version améliorée armée du canon 2A79[6] de 152 mm, le développement du 2S35 Koalitsia-SV au début des années 2000 a mis un terme à ce programme.
- 2S33 Msta-SM : autre appellation du 2S19M.
- 2S19M1 : modèle amélioré entré en service en 2008 dans l'armée de terre russe. Il possède une conduite de tir automatisée ASUNO.
  - 2S19M1-155 : 2S19M1 proposé à l'exportation, il armé d'un canon d'artillerie M3-158 de 155 mm au standard OTAN possédant une longueur 52 calibres. Le 2S19M1-155 est proposé avec le moteur V92S2 de 1 000 ch et pèse 43 t.
- 2S19M2 : modèle amélioré entré en service en juin 2013 dans l'armée de terre russe. Il est armé d'une version améliorée du canon d'artillerie 2A64 de 152 mm appelée 2A64M2 permettant une cadence de tir de 10 coups par minute et une conduite de tir automatisée ASUNO-M[7] possédant une capacité à effectuer plusieurs tirs à la fois depuis le même canon, à des hausses différentes mais avec des impacts simultanés (MRSI)[8].
- Msta-K : prototype utilisant une tourelle modifiée de 2S19 Msta-S montée sur un camion MAZ à huit roues motrices[7].

## Utilisateurs
- Azerbaïdjan- 18 en service actif en 2022[9].
- Biélorussie - 13 en service actif en 2022[10].
- Éthiopie - 10 en service actif en 2022[11].
- Géorgie - 1 en service actif en 2022[12].
- Maroc - Quantité non-communiquée.
- Russie -
  - Armée de terre : 550 2S19 et 2S19M1, 108 2S19M2 depuis 2014. 500 2S19 et 2S19M1, 350 2S19M2 en 2022; 150 2S19 en réserve[13].
  - Infanterie de marine : 36 2S19M1 en 2022[14].
- Ukraine - 40, 35 en 2021[15].
- Venezuela : 48 en service actif en 2022[16].

## Galerie

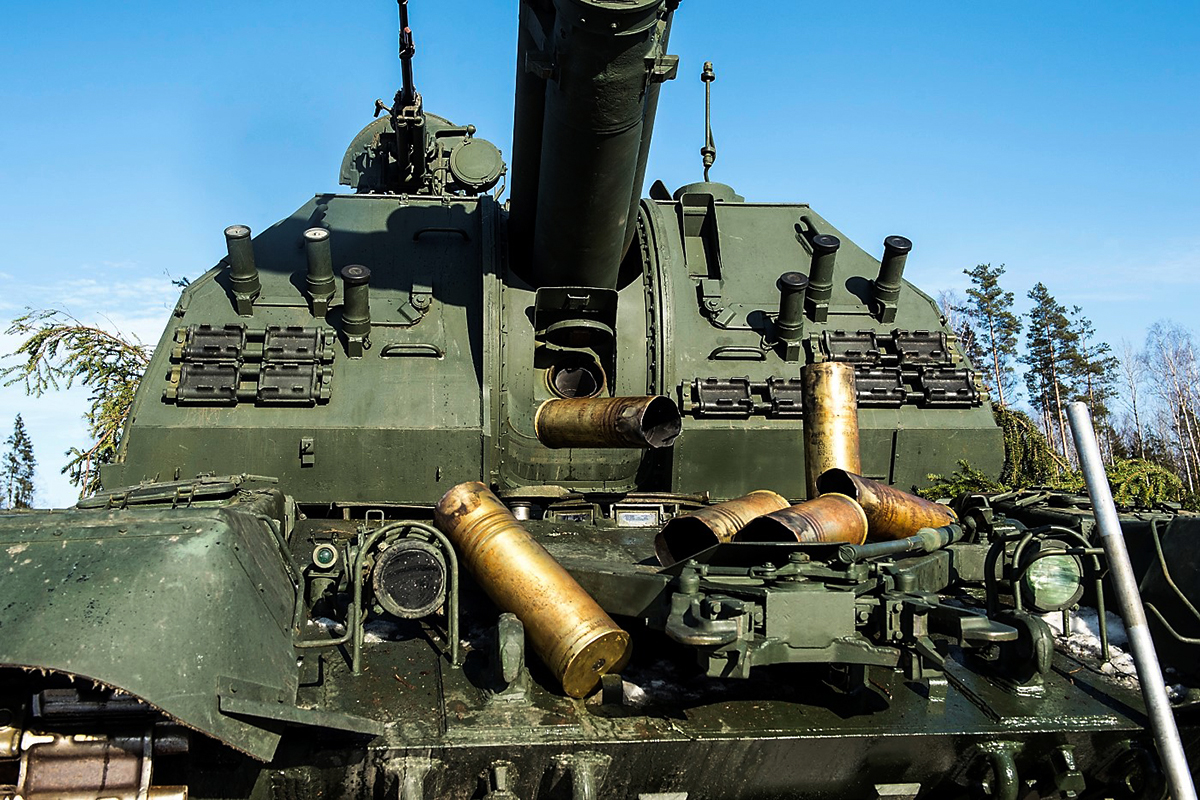
L'éjection des douilles se fait par une trappe située sous le canon.
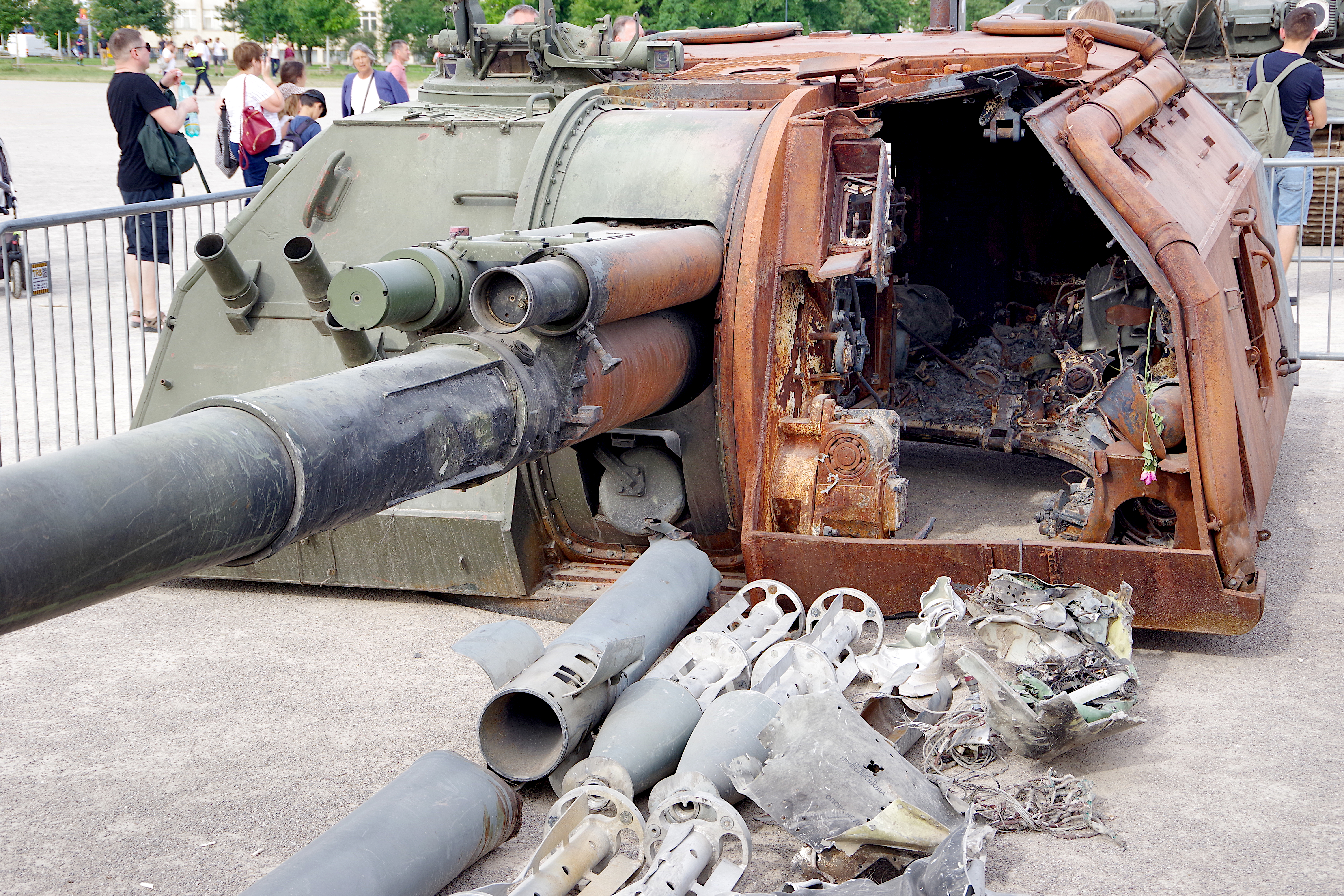
Carcasse de la tourelle d'un 2S19 Msta-S présentée lors de l'exposition Shield of Europe, à Prague, en juillet 2022.
- Le chargement automatique en action.
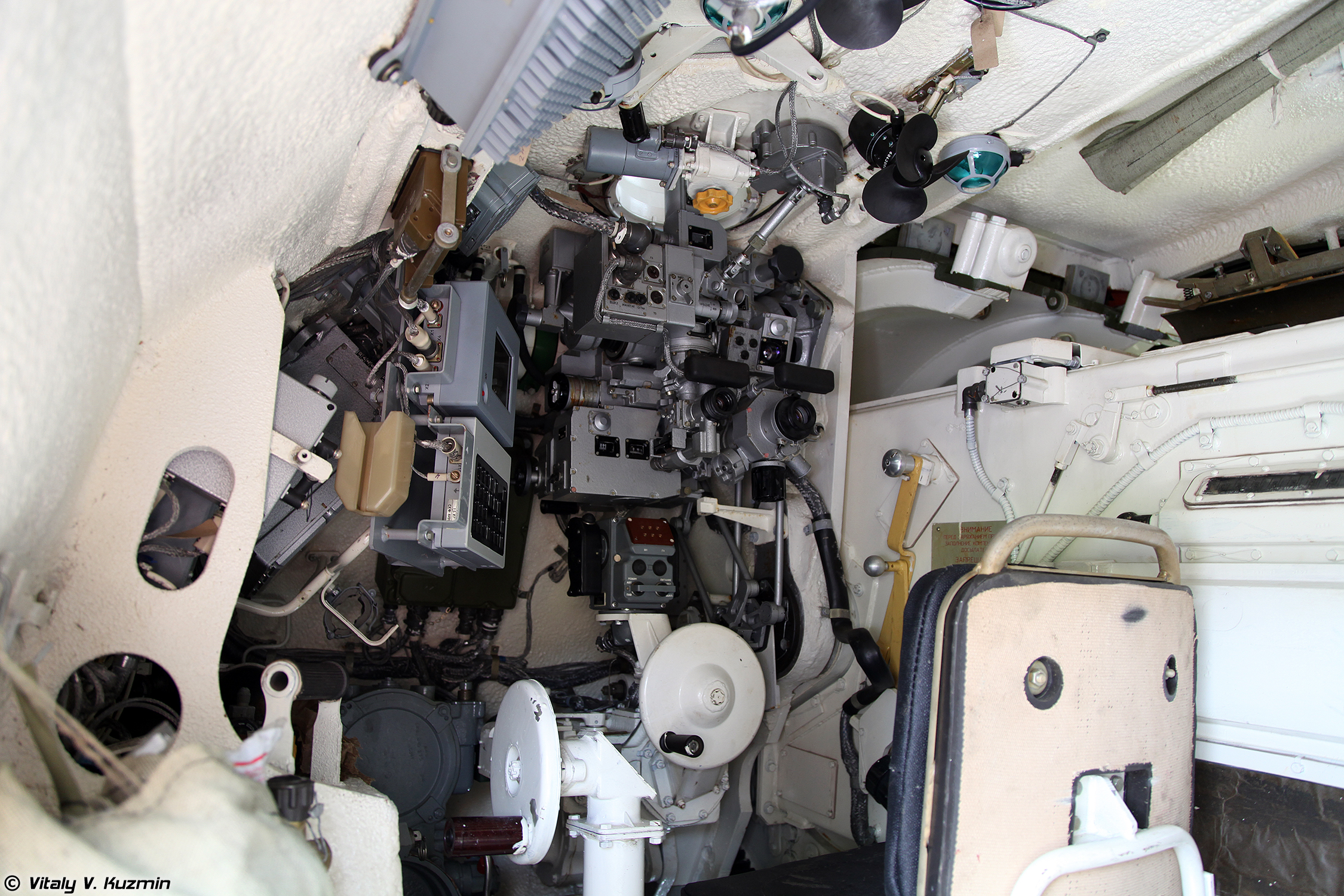
Siège du pointeur sur un 2S19M2 de la 4ème division de chars de la Garde.
- Déballage, chargement, tir et impact d'un obus à guidage laser 30F39 Krasnopol.